# Gmina Białowieża
Die Gmina Białowieża [bʲawɔˈvʲɛʒa] ist eine Landgemeinde im Powiat Hajnowski der Woiwodschaft Podlachien in Polen. Ihr Sitz ist das gleichnamige Dorf (litauisch Bialovieža; belarussisch Белаве́жа).

## Gliederung
Zur Landgemeinde Białowieża gehören acht Ortsteile mit einem Schulzenamt: Białowieża, Podolany, Czerlonka, Budy, Grudki, Podcerkwy, Pogorzelce, Przewłoka, Teremiski und Zwierzyniec.

## Sehenswürdigkeiten
- Białowieża-Nationalpark
- Białowieża-Urwald